# 札幌市立真駒内公園小学校
札幌市立真駒内公園小学校（さっぽろしりつ まこまないこうえんしょうがっこう）は、北海道札幌市南区にある公立小学校。2012年3月に札幌市立真駒内曙小学校と札幌市立真駒内小学校が閉校となり、両者の学区を合併する形で開校された。近隣に真駒内屋内競技場が位置する。

## 校風ほか
教育目標は「未来に向けて たくましく生きる子の育成」。変革の多い現代社会を生きるための力として学力（知）・心（徳）・健康（体）の調和が重視されている。また「自立」と「共生」もキーワードとされ、他者と協力しながら自分の力で生きていける児童の育成を目指している。
校章は真駒内公園の屋内競技場を模した輪郭に囲まれ、その内側では校名のイニシャルであるMKが表記されている。その背景には5本の帯があり、自然の象徴として藻岩山と豊平川、そして学校目標の知・徳・体が表現されている。飛び立つハトは「自立」と「共生」を意味する。
校歌は真駒内曙小学校の校長が作詞し、札幌大谷大学の講師である小山隼平が作曲した。

## 歴史
札幌市では少子高齢化などに伴い、学校が小規模化して十分な教育効果が得られないなどの弊害が生じていた。2007年12月に「札幌市立小中学校の学校規模の適正化 に関する基本方針」と「同地域選定プラン［第１次］」が策定され、真駒内地域を含む札幌市内3地域で学校の規模の適正化を目的に統合が計画された。2008年には小規模校検討委員会が発足し、通学地域や開校時期などの議論検討がなされた。2010年9月には校名検討委員会が発足。札幌市立学校設置条例の一部を改正する条例案が2011年6月30日に可決され、統合校の位置と校名が正式決定された。真駒内地域の4校の小学校のうち、札幌市立真駒内小学校と札幌市立真駒内曙小学校が統合されて札幌市立真駒内公園小学校となること、校舎は真駒内曙小学校のものを流用することが発表された。
閉校される真駒内小学校と真駒内曙小学校では2011年から児童交流会が開催され、全校での「顔合わせ会」の後に宿泊学習や遠足を利用して各学年で交流が行われた。札幌市教育委員会は2012年3月末に2校を閉校し、4月に札幌市立真駒内公園小学校を開校した。物品の移動は同年3月23日以降に行われ、3月26日に開校式が行われた。

## 地域との連携
真駒内屋内競技場（真駒内セキスイハイムスタジアム）のオープニングセレモニーに児童が参加する、日本食糧新聞社による料理イベントが開催されるなど、地域との繋がりが見られる。2020年には東海大学札幌キャンパスのチャレンジセンター・ユニークプロジェクトの地域連携プロジェクトが真駒内地域のハザードマップとして使用可能な風呂敷を製作し、2月12日に真駒内公園小学校に配布した。